# Chantier Naval Couach
 (octobre 2013).
Le Chantier Naval Couach, communément appelé Couach, est une entreprise française de construction de yachts et de vedettes de service située à Gujan-Mestras, sur le bassin d'Arcachon.

## Historique
En 1897, Albert Couach crée une entreprise spécialisée dans la fabrication de moteurs destinés à la marine (les moteurs Couach). En 1918, l'entreprise familiale est reprise par ses deux fils. En 1947, Guy Couach crée la gamme "Arcoa". Sous cette marque, Guy Couach lance la production de bateaux de série.
Le chantier est construit à Gujan-Mestras en 1962. En 1970, la société développe une gamme de vedettes de surveillance. En 1996, le chantier est racheté par un homme d’affaires bordelais et client de la marque et la refonte de la gamme des 12 à 20 mètres est engagée.
En 1998 l'entreprise fabrique des vedettes de patrouilles de 20 à 32 mètres. En 2000, la société est introduite en Bourse. En 2005, la gamme s’étend de 20 à 33 mètres. La société rachète le chantier de refit International Marine Service (IMS) à Saint-Mandrier qui devient sa base technique en Méditerranée.
En 2009, la société Couach (469-204-485) est placée en liquidation judiciaire.
La marque est rachetée par la société Chantier Naval Couach – CNC. Le 12 août 2011, Fabrice Vial, PDG du groupe de menuiserie éponyme et actionnaire majoritaire des chantiers navals gujanais Couach 43 ans, s’effondre, mortellement touché  par une balle de calibre .22 Long Rifle alors qu’il se trouve avec des amis sur son yacht de luxe Team Vipest. Le bateau de 37 mètres est ancré au pied de l’îlot Ziglione, dans le golfe de Porto-Vecchio en Corse.
En 2011, la Société Nepteam, détenue par des investisseurs industriels locaux et notamment Christian Chevalier  et Florent Battistella, rachète l’intégralité des actions du groupe Couach.
En 2012, Couach Yachts met à l’eau son tout premier bateau de 50 mètres, la Pellegrina.
En 2019, Couach remporte un contrat en France portant sur la conception et réalisation de plus de 70 bateaux de sécurité pour la société française de sauvetage en mer.

## Activité, rentabilité, effectif
|                                           | 2014 | 2015 | 2016 | 2017 | 2018 |
| ----------------------------------------- | ---- | ---- | ---- | ---- | ---- |
| Chiffre d'affaires en millions d'euros    | 9,7  | 17,4 | 55,9 | 93   | 27,9 |
| Résultat net en millions d'euros (+ ou -) | -4,2 | -3,6 | -1,6 | +0,8 | -5,1 |
| Effectif moyen annuel                     | 193  | 185  | nc   | 246  | nc   |